# Binnenstad ('s-Hertogenbosch)
De Binnenstad is een stadsdeel van 236 ha binnen de gemeente 's-Hertogenbosch in de Nederlandse provincie Noord-Brabant. Het stadsdeel telt 13.370 inwoners. Ruwweg vormen de vestingmuren van 's-Hertogenbosch de grens van dit stadsdeel. Het stadsdeel bestaat uit de wijken Binnenstad Centrum, Binnenstad Noord en Binnenstad Oost. Daarnaast zijn er nog De Hofstad, Het Zand, Uilenburg en Vughterpoort.
In de binnenstad rondom de Markt zijn het winkelcentrum en uitgaansgebied van de stad 's-Hertogenbosch.
Opvallende gebouwen in dit stadsdeel zijn onder andere de Sint-Janskathedraal, het stadhuis en De Moriaan. De Moriaan is het oudste bakstenen huis van Nederland.